# Okularek maskowy
Okularek maskowy (Rhegmatorhina berlepschi) – gatunek małego ptaka z podrodziny chronek (Thamnophilinae) w rodzinie chronkowatych (Thamnophilidae). Występuje endemicznie w Brazylii. Niezagrożony wyginięciem.

## Taksonomia
Gatunek opisała w roku 1907 Emilie Snethlage pod nazwą Anoplops berlepschi. Jako miejsce typowe wskazała Villa Braga nad rzeką Tapajós (leży u jej lewego wybrzeża). Holotyp był dorosłym samcem odłowionym 5 stycznia 1907. W roku 1924 holotyp znajdował się w Museu Paraense Emílio Goeldi.
Obecnie (2020) akceptowany przez IOC pod nazwą Rhegmatorhina berlepschi. Monotypowy.

## Morfologia
Długość ciała wynosi 14–15 cm, jednak w pierwszym opisie podano 17 cm; inne wymiary holotypu: długość skrzydła 80 mm, ogona 50 mm, dzioba 39 mm, skoku 47 mm. Wyraźny dymorfizm płciowy. Wokół oka rozciąga się szeroka obrączka oczna utworzona z nagiej, szarozielonej skóry. Na wierzchu głowy tworzy się mały czub. U samca wierzch głowy pokrywa barwa ciemnobrązowa, tył głowy i kark rudokasztanowe. Wierzch ciała, skrzydła i sterówki przybierają barwę oliwkowobrązową. Obrzeża pokryw skrzydłowych i lotek rdzawe. Boki głowy i gardło porastają czarne pióra, środek piersi rudokasztanowe, a boki szyi i pozostałą część spodu ciała szare, jedynie na boku oliwkowobrązowy odcień. Samicę wyróżniają pióra grzbietowe i pokrywy skrzydłowe (na ich końcach znajdują się czarne plamki, które mają płowe obrzeżenia) oraz boki i spód ciała pokryte czarno-brązowymi pasami. Tęczówka brązowa.

## Zasięg występowania
Okularek maskowy jest endemitem Brazylii. Występuje na południe od Amazonki w pobliżu zachodniego wybrzeża Tapajós. Środowisko życia to podszyt nizinnych lasów wiecznie zielonych typu terra firme do wysokości 100 m n.p.m.

## Pożywienie
Żywi się owadami, głównie przedstawicielami prostoskrzydłych, pająkami i innymi stawonogami. Zdobyczy szuka w okolicach tras poruszania się mrówek koczowniczych, zwłaszcza Eciton burchellii, które wypłaszają owe zwierzęta. Podobnie jak u okularka czarnogłowego (R. gymnops), o poranku pojedyncze osobniki, pary lub grupy okularków maskowych udają się na przeszukiwanie stałych tras mrówek na wysokości 0,5–2 m nad ziemią. Może przeganiać inne ptaki z gałęzi umożliwiających dostęp do najlepszych miejsc żerowania; dominujący jest wobec gatunków mniejszych od niego, jak leśniczka plamista (Hylophylax naevius) oraz uległy wobec większych, jak gołook plamisty (Phlegopsis nigromaculata) i prawdopodobnie gołooka białoczelnego (P. borbae).

## Lęgi
Biologia rozrodu słabo poznana. Prawdopodobnie gniazduje w porze deszczowej, ale nieco później niż okularek czarnogłowy (R. gymnops). Prawdopodobnie osiągają szatę dorosłą od czerwca do stycznia.

## Status
Międzynarodowa Unia Ochrony Przyrody (IUCN) uznaje okularka maskowego za gatunek najmniejszej troski (LC – least concern) nieprzerwanie od 1988 roku. Liczebność populacji nie została oszacowana, ale ptak ten opisywany jest jako rzadki. Trend liczebności populacji uznawany jest za spadkowy ze względu na wylesianie Amazonii.